# Шевченко, Ирина Владимировна
Ирина Владимировна Шевченко (до 2001 года включительно — Коротя; 2 сентября 1975, Фрунзе, Киргизская ССР) — российская легкоатлетка, специальность — бег на 100 метров с барьерами. Лучший результат — 12,67 сек. (2004).
На чемпионат Европы по лёгкой атлетике среди молодёжи 1997 года стала чемпионкой в индивидуальном забеге и серебряным призёром — в эстафете. Бронзовый призёр чемпионат Европы 1998 года. На Олимпийских играх 2004 года в финальном забеге не финишировала из-за канадки Пердиты Фелисьен, которая упала, зацепившись за барьер.
Замужем за бывшим дискоболом Дмитрием Шевченко, который также был её тренером.